# John Egerton, II conte di Bridgewater
John Egerton, II conte di Bridgewater (Dodleston, 30 maggio 1623 – Londra, 26 ottobre 1686) è stato un nobile inglese.

## Biografia
Era l'ultimogenito, e unico figlio maschio sopravvissuto, di John Egerton, I conte di Bridgewater, e di sua moglie, Lady Frances Stanley, figlia di Ferdinando Stanley, V conte di Derby e di Lady Alice Spencer. Secondo il testamento del re Enrico VIII, sua madre, un tempo, era la seconda in linea di successione al trono d'Inghilterra. Tuttavia, Frances, sorella maggiore della contessa di Bridgewater, Lady Anne Stanley, fu lasciata da parte in favore del re Giacomo VI di Scozia.

## Carriera
Nel 1649, prestò servizio come Lord luogotenente di Buckinghamshire (1660–1686), Cheshire (1670–1676), Lancashire (1670–1676) e Hertfordshire (1681–1686), oltre ad essere membro del Consiglio Privato nel 1679.

## Matrimonio
Sposò, il 22 luglio 1641, Lady Elizabeth Cavendish (1626–14 giugno 1663), figlia di William Cavendish, I duca di Newcastle. Ebbero nove figli:
- John Egerton, III conte di Bridgewater (9 novembre 1646-19 marzo 1701);
- Sir William Egerton (15 agosto 1649-1692)[1], sposò Honora Leigh, ebbero quattro figli;
- un figlio;
- Thomas Egerton (16 marzo 1651-29 ottobre 1685), sposò Hester Busby, ebbero quattro figli;
- Lady Elizabeth Egerton (24 agosto 1653-1709), sposò Robert Sidney, IV conte di Leicester, ebbero cinque figli;
- Charles Egerton (12 marzo 1654 – 11 dicembre 1717), sposò Elizabeth Murray, ebbero un figlio;
- un figlio;
- una figlia[2];
- una figlia.

## Morte
Morì il 26 ottobre 1686 all'età di 63 anni, a Londra. Fu sepolto il 4 novembre 1686 a Little Gaddesden.

## Ascendenza
|                                       |                                  |                                    | Genitori                               |  |  | Nonni |  |  | Bisnonni        |  |  | Trisnonni     |  |
|                                       |                                  |                                    |                                        |  |  |       |  |  | Richard Egerton |  |  | Ralph Egerton |  |
|                                       |                                  |                                    |                                        |  |  |       |  |  | Richard Egerton |  |  | Ralph Egerton |  |
|                                       |                                  | Margaret Basset                    |                                        |  |  |       |  |  | Richard Egerton |  |  |               |  |
| Thomas Egerton, I visconte Brackley   |                                  |                                    |                                        |  |  |       |  |  | Richard Egerton |  |  |               |  |
|                                       |                                  | Alice Sparke                       | …                                      |  |  |       |  |  |                 |  |  |               |  |
|                                       |                                  | Alice Sparke                       | …                                      |  |  |       |  |  |                 |  |  |               |  |
|                                       |                                  | Alice Sparke                       | …                                      |  |  |       |  |  |                 |  |  |               |  |
| John Egerton, I conte di Bridgewater  |                                  | Alice Sparke                       |                                        |  |  |       |  |  |                 |  |  |               |  |
|                                       |                                  | Thomas Ravenscroft                 | George Ravenscroft                     |  |  |       |  |  |                 |  |  |               |  |
|                                       |                                  | Thomas Ravenscroft                 | George Ravenscroft                     |  |  |       |  |  |                 |  |  |               |  |
|                                       |                                  | Thomas Ravenscroft                 | Eleanor Mostyn                         |  |  |       |  |  |                 |  |  |               |  |
| Elizabeth Ravenscroft                 |                                  | Thomas Ravenscroft                 |                                        |  |  |       |  |  |                 |  |  |               |  |
|                                       |                                  | Catharine Grosvenor                | Richard Grosvenor                      |  |  |       |  |  |                 |  |  |               |  |
|                                       |                                  | Catharine Grosvenor                | Richard Grosvenor                      |  |  |       |  |  |                 |  |  |               |  |
|                                       |                                  | Catharine Grosvenor                | Catherine Cotton                       |  |  |       |  |  |                 |  |  |               |  |
| John Egerton, II conte di Bridgewater |                                  | Catharine Grosvenor                |                                        |  |  |       |  |  |                 |  |  |               |  |
|                                       | Henry Stanley, IV conte di Derby | Edward Stanley, III conte di Derby |                                        |  |  |       |  |  |                 |  |  |               |  |
|                                       | Henry Stanley, IV conte di Derby | Edward Stanley, III conte di Derby |                                        |  |  |       |  |  |                 |  |  |               |  |
|                                       | Henry Stanley, IV conte di Derby | Dorothy Howard                     |                                        |  |  |       |  |  |                 |  |  |               |  |
| Ferdinando Stanley, V conte di Derby  | Henry Stanley, IV conte di Derby |                                    |                                        |  |  |       |  |  |                 |  |  |               |  |
|                                       |                                  | Margaret Clifford                  | Henry Clifford, II conte di Cumberland |  |  |       |  |  |                 |  |  |               |  |
|                                       |                                  | Margaret Clifford                  | Henry Clifford, II conte di Cumberland |  |  |       |  |  |                 |  |  |               |  |
|                                       |                                  | Margaret Clifford                  | Eleanor Brandon                        |  |  |       |  |  |                 |  |  |               |  |
| Frances Stanley                       |                                  | Margaret Clifford                  |                                        |  |  |       |  |  |                 |  |  |               |  |
|                                       |                                  | John Spencer                       | William Spencer                        |  |  |       |  |  |                 |  |  |               |  |
|                                       |                                  | John Spencer                       | William Spencer                        |  |  |       |  |  |                 |  |  |               |  |
|                                       |                                  | John Spencer                       | Susan Knightley                        |  |  |       |  |  |                 |  |  |               |  |
| Alice Spencer                         |                                  | John Spencer                       |                                        |  |  |       |  |  |                 |  |  |               |  |
|                                       |                                  | Katherine Kitson                   | Thomas Kytson                          |  |  |       |  |  |                 |  |  |               |  |
|                                       |                                  | Katherine Kitson                   | Thomas Kytson                          |  |  |       |  |  |                 |  |  |               |  |
|                                       |                                  | Katherine Kitson                   | Margaret Donnington                    |  |  |       |  |  |                 |  |  |               |  |
|                                       |                                  | Katherine Kitson                   |                                        |  |  |       |  |  |                 |  |  |               |  |